# Patri david
Patri david är en spindelart som först beskrevs av Benoit 1979.  Patri david ingår i släktet Patri och familjen dansspindlar.
Artens utbredningsområde är Seychellerna. Inga underarter finns listade i Catalogue of Life.